# رايلي ماكغفرن
رايلي ماكغفرن (بالإنجليزية: Riley McGovern)‏ هو لاعب كرة قدم أمريكي، ولد في 17 أكتوبر 1991 في برتلسفيل في الولايات المتحدة. لعب مع ريال موناركس.